# Maurice Blanchot
Maurice Blanchot (Quain, cerca de Devrouze, Saona y Loira, 22 de septiembre de 1907 - Le Mesnil-Saint-Denis, Yvelines, 20 de febrero de 2003) fue un escritor, crítico literario e intelectual francés. Fue amigo de Lévinas, Bataille, y más tarde de Derrida (quien le dedicó uno de sus últimos libros, Parajes). Han escrito sobre él Jean-Paul Sartre y Roland Barthes, además de haber inspirado algunas ideas en Gilles Deleuze y Michel Foucault.

## Trayectoria

### Formación  y periodo de entreguerras

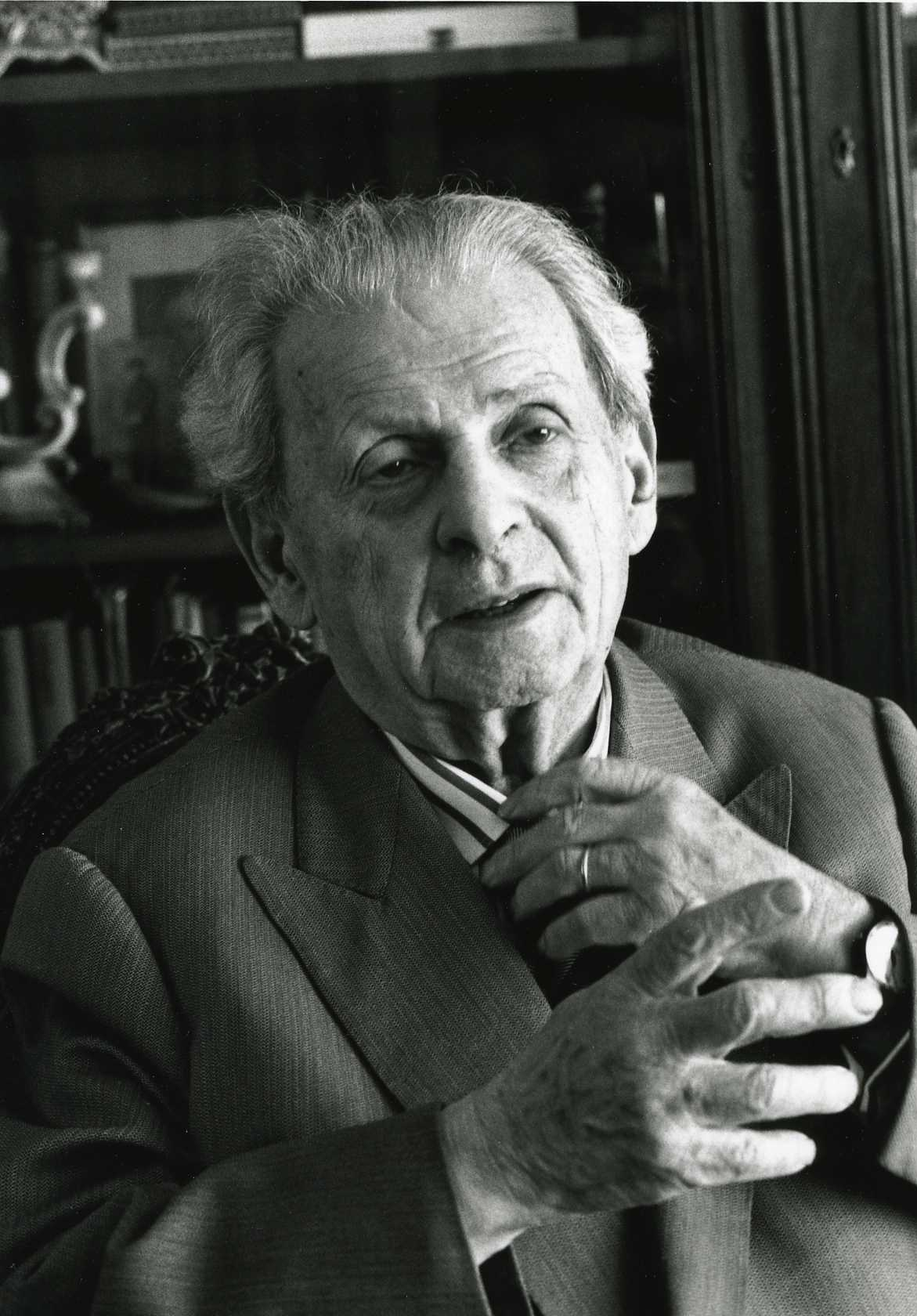
Emmanuel Levinas

Estudió filosofía en la Universidad de Estrasburgo y trabó amistad con Emmanuel Lévinas, muy lejos de él políticamente en ese momento, ya que él era monárquico. Blanchot dirá: "[...] Emmanuel Levinas, el único amigo, ah, amigo distante, con quien estoy familiarizado y que me conoce; eso sucedió, no porque éramos jóvenes, sino por una decisión deliberada, un pacto que espero no perderé nunca". (Por la amistad). En 1928, completó la lectura de Ser y tiempo de Martin Heidegger: "Gracias a Emmanuel Levinas, sin quien, desde 1927 o 1928, no podría haber comenzado a entender Sein und Zeit, es un verdadero shock intelectual el que este libro ha provocado en mí. Acababa de ocurrir un evento de primera magnitud: imposible de mitigar incluso hoy, incluso en mi memoria. "(Citado por Christophe Bident, 44).
Su educación familiar en los valores del catolicismo y el tradicionalismo le llevaron a participar en su juventud en varios periódicos y revistas de extrema derecha, como los ultramarechalistas Journal des Débats y Aux écoutes, de los que fue redactor jefe, así como L'Insurgé o Combat. Fue adoptando posiciones cada vez más radicales y con una retórica antidemocrática, antiparlamentaria, anticapitalista y violenta bajo la tutela e influencia de Thierry Maulnier, aunque a partir de 1940 comienza a alejarse progresivamente de los círculos de la Action française.

### La guerra, periodo de ocupación

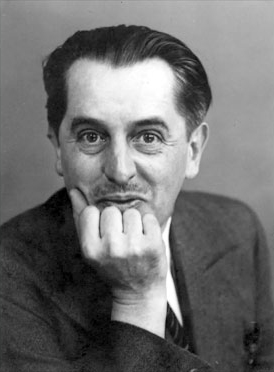
Jean Paulhan en 1938

En noviembre de 1940, Blanchot salva a Paul Levy de la Deportación, luego asegura a la esposa y la hija de Levinas. Participa en una red de apoyo para inmigrantes ilegales en su región natal. A finales de 1940, conoció a Georges Bataille y su compañera Denise Rollin (que pudo haber tenido una aventura con Blanchot). Bataille le lee a Blanchot  La experiencia interior, que se ve reflejada en Thomas l'Obscur. Este fue publicado en 1941. 
Si continúa publicando en diferentes revistas artículos de crítica literaria, rechanzando una oferta de Jean Paulhan para dirigir la Nouvelle Revue française, en manos de los alemanes desde junio de 1940, sus apariciones públicas empiezan a reducirse, consagrando cada vez más tiempo a la literatura y al silencio que, como puede leerse en la primera página de todos sus libros, desde entonces le fue propio.
En 1942 sigue su segunda novela, Aminadab. Conoció a Dionys Mascolo en 1943, cuando publicó su primera colección de textos críticos, Faux Pas. Se convierte en miembro del jurado del Prix de la Pléiade. Un tercio de las reseñas literarias que escribió hasta 1944 se recogieron en Falsos pasos. En 1944, Blanchot se quedó en Quain, donde vio uno de los eventos más dramáticos de su vida, relatados cincuenta años después en El momento de mi muerte: fue casi disparado por soldados alemanes. Desde ese día, la muerte, como algo ya pasado y de la que tener que regresar de nuevo, nunca lo abandonó. Después de la guerra, Blanchot se convirtió en un miembro eminente de la escena literaria francesa. Fue miembro del jurado del Premio de la Crítica en 1945, luego colaboró en 1946 en varias revistas importantes: L'Arche, los primeros números de Tiempos Modernos, la nueva crítica Crítica donde conoció a Jean Piel. A finales de 1946, decidió abandonar París y se mudó a Èze-sur-Mer en los Alpes Marítimos.

### Posguerra, eclosión literaria
Después de la guerra persigue un trabajo cada vez más exigente del cual extirpa cualquier dato biográfico. Publicó su última novela, Le Très-Haut en 1948, y desde 1947, con Le Dernier Mot hasta el final de su vida, escribe solo relatos. Sus relatos literarios son mucho más abstractos y evasivos: Thomas l'Obscur (1941),L'Arrêt de mort (1948), Aminadab, (1942) y Le Très-Haut (1949), en alguno de los cuales, así el tercero de ellos, se trasparenta el eco de Kafka. Por cierto, que tardíamente, en 1981, reunirá todos los escritos dispersos sobre el escritor checo: De Kafka a Kafka, pues, como dijo, "lo que Kafka nos da, don que no recibimos, es una suerte de combate de la literatura por la literatura, combate cuya finalidad se nos escapa y que al mismo tiempo es tan familiar como extraño".

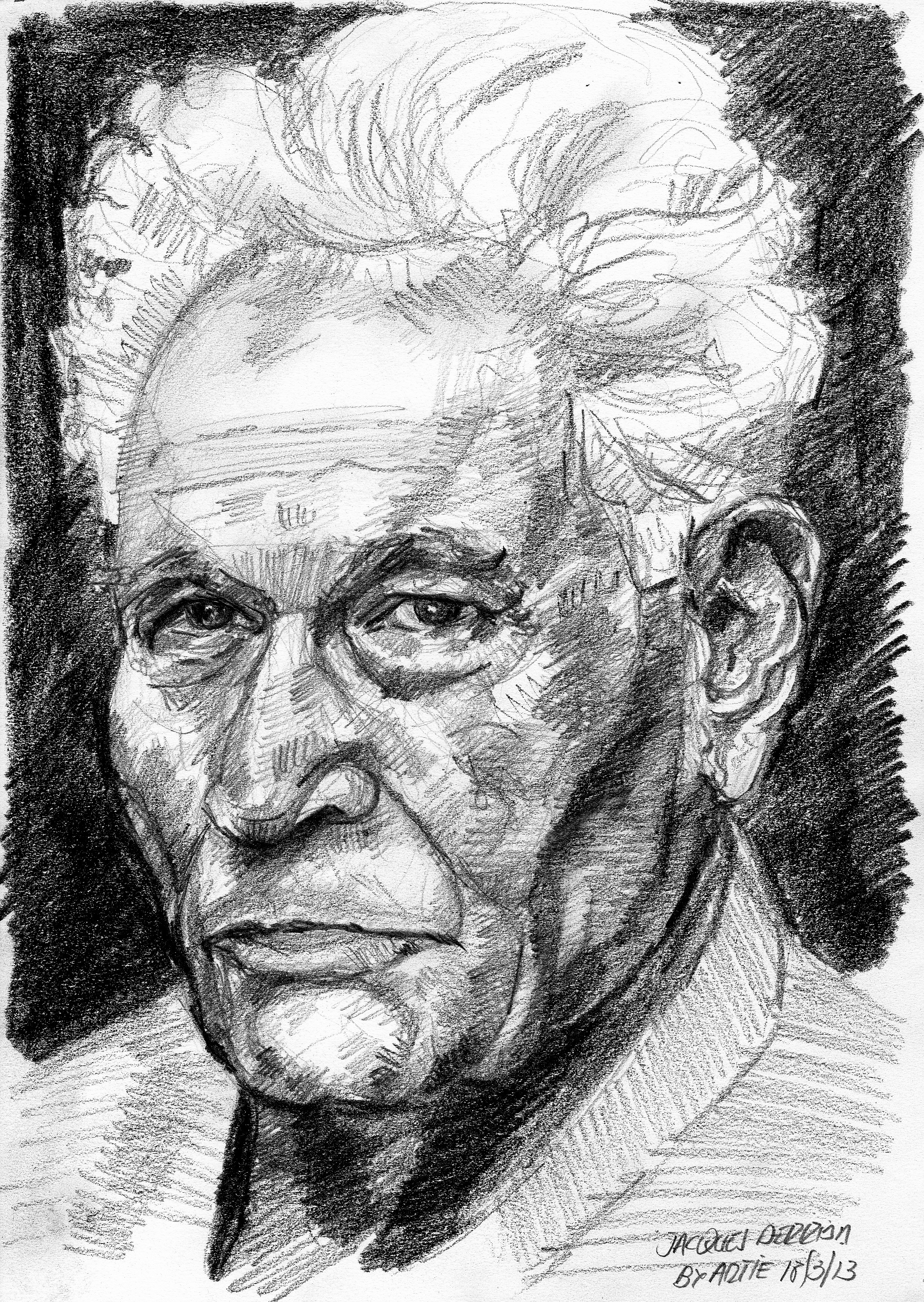
Jacques Derrida

Un estudio, Lautréamont y Sade, se publicó en 1949, así como una segunda colección de textos críticos, La Part du feu en la que quizás sea el programa de su siguiente libro, La Littérature et le Droit à la mort. Publica en la revista Empedocles Un relato (Que se publicará en libro solo en 1973 bajo el título La Folie du Jour). Tras la elección del género de la narración, vuelve a trabajar en Thomas l'Obscur, que resume en doscientas páginas, terminado en 1948 (se volverá a publicar en 1950). En 1953, comenzó su colaboración con la editorial NRF, regularmente, al menos hasta 1969. Reagrupó el primero de estos ensayos (Las Investigaciones) en L'Espace littéraire, luego Le Livre à venir. Sigue otro relato, El último hombre, en 1957. Luego regresa a París, donde conoce a Robert Antelme, de quien se hace amigo. También se relaciona con Marguerite Duras, Dionys Mascolo, Gineta y Elio Vittorini, y su pensamiento se radicaliza. Participa activamente en el Manifiesto de 121 defendiendo el derecho a la insubordinación en Argelia. De 1960 a 1960, surgió la idea de la creación de una Revista Internacional. El proyecto, llevado a cabo por Blanchot hasta al menos 1964, recorrerá la historia de los escritores más importantes de los años cincuenta y sesenta en Europa, así como de los Estados Unidos y América del Sur. Louis-René des Forêts será uno de los pilares, con Vittorini, Hans Magnus Enzensberger y, en menor medida, Italo Calvino, Roland Barthes, Michel Butor, Günter Grass, etc. 
En 1962, L'Attente l'oubli fue la culminación de su trabajo, el primer intento de escribir en fragmentos.
Tras su muerte, cerca de los cien años, se recuperaron los restantes en Chroniques littéraires (2007), grueso volumen del cual sólo media docena de muestras se habían dado a la luz en congresos, entre 1999 y 2003. 
Blanchot se recluyó radicalmente hasta su muerte, si bien escribió sobre mayo del 68 y sobre los acontecimientos de la Francia contemporánea con pasión y equilibrio, logrando la admiración y la amistad de los mejores escritores y ensayistas de la segunda mitad del siglo XX. En Los intelectuales en cuestión, al final de su vida, hizo un balance de muchos acontecimientos de su centuria, y destacó la ambigua y difícil posición de los intelectuales.
Los libros de Blanchot se dividen en tres géneros: obra crítica, obra de ficción y escritura fragmentaria, esta última está formada solo por dos obras mayores: Le pas au-delà, aparecido en 1973, y L'ecriture du désastre, aparecido en 1980. 
La obra crítica comprende Faux pas, La part du feu, L'espace littéraire, Le livre à venir, L'entretien infini, L'amitié.
En la obra de ficción cabe distinguir dos épocas, la de las grandes novelas y, a continuación, la de los 'relatos'. Esta última distinción —entre novelas y relatos— no es meramente retórica, pues para Blanchot es fundamental, por su propio acercamiento al material literario, de hecho, el segundo toca más su experiencia vital en el pasado remoto como escritor.
Blanchot, rodeado Jacques Derrida y dos o tres amigos cercanos, murió en 2003, a la edad de 95 años. Está enterrado en el cementerio de Mesnil-Saint-Denis (Yvelines), en la misma tumba que su hermano, el arquitecto Rene Blanchot.

## El estilo de Blanchot

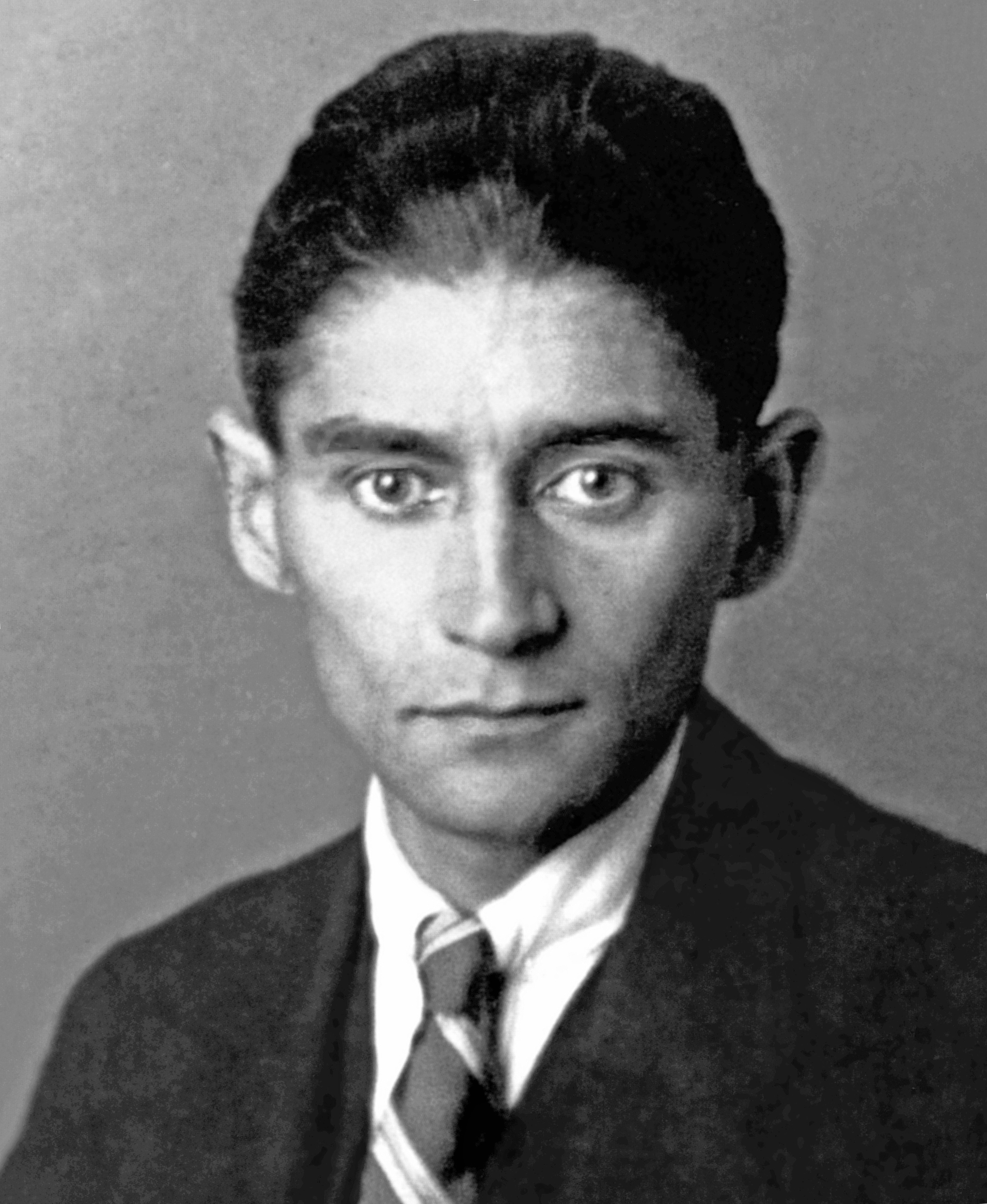
Franz Kafka

Para el lector que descubre Blanchot, ya sea a través de los relatos o la novela, o por el ensayo, la experiencia es nueva. Para leer a Blanchot, el lector debe consentir en ingresar en un lenguaje que, aunque nunca sea realmente difícil, sorprende y esencialmente pregunta, ante la ardua sintaxis y el método riguroso, para llevar hasta el final, al mismo tiempo, el pensamiento y el lenguaje, así como la tensión entre uno y otro.
Influenciado por el aspecto lingüístico de la reflexión de Jean Paulhan, especialmente los textos sobre el tríptico signo - lenguaje - pensamiento (de una factura diferente de los preceptos del estructuralismo lingüístico de Saussure y Jakobson): Jacob Cow le pirate (1921), Clef de la Poésie (1944) y, Les Fleurs de Tarbes (1941). El primer texto crítico publicado por Blanchot fue ¿Cómo es posible la literatura?. De hecho, todos los primeros escritos de Blanchot, que meditan sobre una enorme reserva de publicaciones francesas y extranjeras, particularmente alemanas y americanas, parecen ser menos intentos en el sentido clásico del término que el fruto de una experiencia literaria propia.

## La relación entre leer y escribir
Maurice Blanchot es, ante todo, un lector, que asume una apretada lectura de la experimentación literaria. El autor escribe desde los años treinta artículos que permiten cada vez más incursiones en el campo de la literatura. Todo el repertorio clásico pasa allí, así como una cantidad de publicaciones contemporáneas de la época. Las dos primeras colecciones críticas de Blanchot, Faux pas y La Part du feu están llenas de textos que buscan definir la literatura.
En el texto "La literatura y el derecho a la muerte" que compara la obra de Hegel con la de Mallarmé prueba cómo la literatura es posible. Para Blanchot, el trabajo del escritor comienza cuando la literatura se convierte en un problema. Por lo tanto, este incansable cuestionamiento describirá un "espacio literario".
Abre caminos que serán los explorados por los escritores posteriores como Roland Barthes, Jacques Derrida, o Michel Foucault. Su diálogo con el texto literario es fructífero, analizando a Hegel y Heidegger, Sade, Nietzsche, Georges Bataille, Marguerite Duras, Samuel Beckett, Antonin Artaud, Henri Michaux, Henry James, Virginia Woolf, Marcel Proust, Simone Weil, Robert Antelme, Pierre Klossowski, René Char, Edmond Jabes, Yves Bonnefoy, Louis-René des Forêts, Paul Celan, Philippe Jaccottet, y especialmente Hölderlin, Rilke, Kafka y Mallarmé y Emmanuel Levinas (sus relaciones fueron objeto de un simposio reciente), y un gran número de otros autores, en textos escritos, especialmente durante el período de posguerra, en revistas como L'Arche, L'Arc, Le Nouveau Commerce, Critique, Les Temps modernes  y especialmente, gracias a Jean Paulhan, en La Nouvelle Revue française desde 1953 hasta 1969, poco después de la muerte de este.
Muchos de los textos de Blanchot han ayudado (e inspirado) a formar a generaciones de escritores, e incluso a otros artistas: pintores, arquitectos, fotógrafos, etc. Muchos de esos textos se reúnen nuevamente en las obras maestras: L'Espace littéraire y Le Livre à venir.

## Obras traducidas

### Narrativa
- Thomas l'Obscur, 1941. >> Tr. Thomas el oscuro, Pre-Textos, 2002.
- L'Arrêt de mort, 1948. >> Tr. La sentencia de muerte, Pre-Textos, 2002.
- Aminadab, 1942. >> Tr. Alfaguara, 1979.
- Le Très-Haut, 1949. >> Tr. El altísimo.
- La folie du jour, 1973. >> Tr. La locura de la luz, Tecnos, 2007.
- Le Pas au-delà, 1973. >> Tr. El paso (no) más allá, Paidós, 1994.
- L'Instant de ma mort, 1994. >> Tr. El instante de mi muerte, Tecnos, 2007.
- La risa de los dioses. Tecnos, 1976

### Crítica y teoría
- Faux pas, 1943. >> Tr. Falsos pasos, Pre-Textos, 1977.
- La Part du feu, 1949. >> Tr. La parte del fuego, Arena, 2007.
- L'Espace littéraire, 1955. >> Tr. El espacio literario, Paidós, 2004.
- Le dernier homme. >> Tr. El último hombre, Arena, 2001.
- L'Amitié. >> La amistad, Trotta, 2007.
- L'Entretien infini, 1969. >> Tr. El dialogo inconcluso Monte Ávila Editores, 1970; La conversación infinita, Arena, 2008
- L'Écriture du désastre, 1980. >> Tr. La escritura del desastre, Monte Ávila Editores, 1990. Trotta, 2.ª edición en 2019
- De Kafka a Kafka, FCE, 1991, or, 1981.
- Lautrémont y Sade, FCE, 1990, or, 1963.
- Michel Foucault, tal y como lo imagino, Pre-Textos, 1992.
- Le Livre à venir, 1959. >> Tr. El libro que vendrá, 1969, Monte Ávila Editores. El libro por venir, Trotta, 2005.
- Une voix venue d'ailleurs, 2002
- La comunidad inconfesable, Arena, 2002.
- Los intelectuales en cuestión, Tecnos, 2003, or. 2001.
- Chroniques littéraires, du 'Journal des Débats', 1941-1944, Gallimard, 2007.
- Escritos políticos (1958-1993), Acuarela Libros & A. Machado, 2010.

## Edición original de sus obras
- 1933 : revue Le Rempart, environ 64 articles parus entre avril et août 1933
- 1936 : revue Combat, 6 articles de février à décembre 1936, "La fin du 6 février" (n. 2, février 1936), "La guerre pour rien" (n.3, marzo de 1936), "Après le coup de force germanique" (n.4, abril de 1936), "Le terrorisme, méthode de salut public" (n.7, juillet 1936), "La grande passion des modérés" (n. 9, noviembre de 1936), "Le caravansérail" (n. 10, diciembre de 1936)
- 1937 : revue L'Insurgé, 68 articles dans cet hebdomadaire qui paraît de janvier à octobre 1937
- 1937 : revue Combat, 2 artículos de noviembre a diciembre de 1937, "La France, nation à venir" (n.19, noviembre de 1937), "On demande des dissidents" (n. 20, diciembre de 1937)
- 1941 : Thomas l'obscur (Gallimard).
- 1942 : Aminadab (Gallimard, Coll. L'imaginaire)  (ISBN 2-07-077029-X)
- 1942 : Comment la littérature est-elle possible ? (Corti)
- 1943 : Faux pas (Gallimard)  (ISBN 2-07-020731-5)
- 1948 : Le Très-Haut (Gallimard, Coll. L'Imaginaire)  (ISBN 2-07-071447-0)
- 1948 : L'Arrêt de mort (Gallimard, Coll. L'Imaginaire)  (ISBN 2-07-029699-7)
- 1949 : La Part du feu (Gallimard)
- 1949 : Lautréamont et Sade (Éditions de Minuit)
- 1950 : Thomas l'obscur Seconde version (Gallimard, Coll. L'Imaginaire)  (ISBN 2-07-072548-0)
- 1951 : Au moment voulu (Gallimard, Coll. Blanche)  (ISBN 2-07-020735-8)
- 1951 : Le Ressassement éternel (Éditions de Minuit)
- 1953 : Celui qui ne m'accompagnait pas (Gallimard, Coll. L'Imaginaire)  (ISBN 2-07-073438-2)
- 1955 : L'Espace littéraire (Gallimard)  (ISBN 2-07-032475-3)
- 1955 : Le Secret du Golem, in. Nouvelle Revue Française, 3e année, n°29, 1.er mai 1955.
- 1957 : Le Dernier Homme (Gallimard, Coll. Blanche)  (ISBN 2-07-020738-2)
- 1958 : La Bête de Lascaux (GLM, repris dans Une voix venue d'ailleurs, 2002)
- 1959 : Le Livre à venir (Gallimard)  (ISBN 2-07-032397-8)
- 1962 : L'Attente l'oubli (Gallimard, Coll. L'Imaginaire)  (ISBN 2-07-075838-9)
- 1969 : L'Entretien infini (Gallimard)  (ISBN 2-07-026826-8)
- 1971 : L'Amitié, (Gallimard)  (ISBN 2-07-028044-6)
- 1973 : Le Pas au-delà (Gallimard)  (ISBN 2-07-028786-6)
- 1973 : La Folie du jour (Fata Morgana)
- 1980 : L'Écriture du désastre (Gallimard)
- 1981 : De Kafka à Kafka (Gallimard, recueil de textes écrits entre 1943 et 1968, comprenant entre autres "La littérature et le droit à la mort")  (ISBN 2-07-032843-0)
- 1983 : Après Coup, précédé par Le Ressassement éternel (Éditions de Minuit)
- 1983 : La Communauté inavouable (Éditions de Minuit)
- 1984 : Le Dernier à parler (Fata Morgana, repris dans Une voix venue d'ailleurs, 2002))
- 1986 : Michel Foucault tel que je l'imagine (Fata Morgana, repris dans Une voix venue d'ailleurs)
- 1986 : Sade et Restif de la Bretonne (Bruxelles, Complexe)
- 1987 : Joë Bousquet (Fata Morgana)
- 1992 : Une voix venue d'ailleurs - Sur les poèmes de LR des Forêts (Ulysse Fin de Siècle, Éditions Virgile, repris dans Une voix venue d'ailleurs 2002)
- 1994 : L'Instant de ma mort (Fata Morgana)
- 1996 : Pour l'amitié (Fourbis, republié chez Farrago en 2000)
- 1996 : Les Intellectuels en question (Fourbis, republié chez farrago en 2000)
- 1999 : Henri Michaux ou le refus de l'enfermement (farrago)
- 2002 : Une voix venue d’ailleurs (Gallimard)
- 2003 : Écrits politiques (1958-1993) (Léo Scheer)
- 2005 : Thomas l'obscur, première version (Gallimard, posthume, non souhaitée par l'auteur)
- 2007 : Chroniques littéraires du « Journal des Débats » (avril 1941-août 1944) (Gallimard, posthume)
- 2008 : Écrits politiques 1953-1993, (Gallimard, posthume)
- 2010 : La Condition critique. Articles, 1945-1998, (Gallimard, posthume)
- 2017 : Chroniques politiques des années trente, 1931-1940, édition de David Uhrig (Gallimard, coll. « Les Cahiers de la NRF », posthume)
- 2018 : Mai 68, Révolution par l'idée, édition de Jean-François Hamel et Éric Hoppenot (Gallimard, posthume)
- 2019 : Traduire Kafka, édition de Éric Hoppenot, Arthur Cools et Vivian Liska (Kimé, posthume. Documents inédits).